# 史克门
劳伦斯·查凡特·史蒂文斯·西克曼（Laurence Chalfant Stevens Sickman，1907年—1988年），通称史克门，是一位美国学者、艺术史学家、汉学家，也是堪萨斯城纳尔逊-阿特金斯艺术博物馆馆长。 

## 教育经历
西克曼出生于科罗拉多州丹佛市，在高中时就对日本和中国艺术产生了浓厚的兴趣。1930年，他在哈佛大学获得了该领域的学位，并能说一口流利的中文。西克曼在新成立的哈佛燕京奖学金的资助下走遍了中国，沿途购买中国绘画、雕塑和家具，并在纳尔逊-阿特金斯博物馆的威廉·罗克希尔·纳尔逊画廊进行收藏和研究。他在中国遇到了考古学家兰登·华纳 ，华纳是西克曼的前哈佛大学教授，也是正在筹建的纳尔逊博物馆的受托人之一。华纳被受邀为博物馆收集藏品，是他最初教授了西克曼有关藏品收集的相关知识。后来，堪萨斯城星报的创始人威廉·罗克希尔·纳尔逊捐赠了1100万美元，让西克曼自己负责购买藏品。

## 职业生涯
1931年，西克曼成为了纳尔逊-阿特金斯艺术博物馆的工作人员。 1935年，他成为了博物馆的东方艺术馆的馆长。他的博物馆策展生涯因第二次世界大战而中断。

### 荣誉
1973年，西克曼被授予查尔斯·朗·弗利尔奖章。

## 第二次世界大战
西克曼因战争服役，在同盟国军事占领日本期间前往东京，在道格拉斯·麦克阿瑟将军的古迹、美术和档案(MFAA) 部门中担任“古迹维护者”。谢尔曼·李和帕特里克·伦诺克斯·蒂尔尼是在东京与西克曼一起从事该项工作的人。

## 二战后的生涯
战争结束后，他回到了纳尔逊-阿特金斯博物馆，并在1953年至1977年间担任博物馆的馆长。

## 著作
根据相关统计，OCLC / WorldCat包含西克曼的4种语言的90多种出版物，并且有3000多家图书馆收藏了西克曼的50多部著作。
- 1956 – The Art and Architecture of China (with Alexander Coburn Soper). Baltimore, Maryland: Penguin Books.  OCLC 192176467

## 其他相关
- 罗伯茨委员会
- 古迹、美术和档案项目
- 古迹艺术保护基金会